# Lucienne Domergue
Lucienne Domergue (1933-2007) fue una hispanista y dieciochista francesa.

## Biografía
Se ha consagrado sobre todo al estudio de la censura y la evolución ideológica en la Ilustración española, y se le deben más de setenta artículos sobre estos temas principalmente, y varios libros. Pasó un año como residente de la Casa de Velázquez de Madrid en 1966-1967. También ha hecho ediciones, como la de la tragedia El castillo maldito de Federico Urales. Falleció en abril de 2007.

## Obras
- Jovellanos à la Société Economique des Amis du Pays de Madrid, Toulouse, France-Ibérie, 1971.
- Les démêlés de Jovellanos avec l'Inquisition, Oviedo, Cátedra Feijoo, 1971.
- Tres calas en la censura diecíochesca (Cadalso, Rousseau, Prensa periódica), Toulouse, France-Ibérie Recherche, 1981,
- Censure et Lumières dans l'Espagne de Charles III, Paris, CNRS, 1982.
- Le Livre en Espagne au temps de la Révolution française, Lyon, PUL, 1984.
- Els anarquistes, educadors del poble : La "Revista Blanca" (1898-1905), Barcelone, Curial, 1977, (en colab.)
- Histoire des Espagnols, coord. Bartolomé Benassar, Paris, Armand Colin, 1985, 2 tomes, (en colab.)
- Historia de los españoles, coord. B. Benassar, Barcelona, Crítica, 1989, 2 tomes, (en colab.).
- Histoire des Espagnols, Paris, 1991, Col. Bouquins. (en colab.)
- Après 89: La Révolution, modèle ou repoussoir, Toulouse, PUM, 1990, (coordonne les actes du colloque de mars 1990).
- Federico Urales, El castillo maldito, tragedia, Toulouse, PUM, 1992, (en collaboration, édition et étude préliminaire).
- La censure des livres en Espagne sous l'Ancien Régime, Madrid, Bibliothèque de la Casa de Velázquez 13, 1996.
- Crónica festiva de dos reinados en la Gaceta de Madrid (1700-1759), Margarita Torrione éd., CRIC-Ophrys, 1998. (en colaboración)
- L'exil républicain à Toulouse (1939-1975), Lucien Domergue éd., Toulouse, PUM, 1999.
- Goya: des délits et des peines, Paris, Honoré Champion, 2000.